# Aphyosemion punctatum
Aphyosemion punctatum е вид лъчеперка от семейство Nothobranchiidae. Видът е незастрашен от изчезване.

## Разпространение
Разпространен е в Габон, Камерун и Република Конго.

## Описание
На дължина достигат до 5 cm.